# Tropicus bergi
Tropicus bergi is een keversoort uit de familie oevergraafkevers (Heteroceridae). De wetenschappelijke naam van de soort is voor het eerst geldig gepubliceerd in 1905 door Grouvelle.